# Gaetano Valeri
Gaetano Valeri (Padova, 1760. szeptember 21. – Padova, 1822. április 13.) olasz zeneszerző.  Turini tanítványa volt. 1785-ben a padovai katedrális orgonistája, 1805-től zeneigazgatója (Maestro di Cappella) volt. Kortárs feljegyzések szerint kitűnően zongorázott.